# Lorenco Šimić
Lorenco Šimić (ur. 15 lipca 1996 w Splicie) – chorwacki piłkarz występujący na pozycji obrońcy we izraelskim klubie Maccabi Hajfa. Wychowanek Hajduka Split. Były piłkarz Zagłębia Lubin. W trakcie swojej kariery grał także w takich klubach, jak Howerła Użhorod, UC Sampdoria, Empoli FC, SPAL 2013, HNK Rijeka oraz DAC 1904 Dunajská Streda. Były młodzieżowy reprezentant Chorwacji.